# تيزا زاقياة
تيزا زاقياة (بالإنجليزية: Tiz Zaqyah)‏ (من مواليد 25 أكتوبر 1988) هي الممثلة الماليزية، ونموذج والمغني. انها لأول مرة في عام 2006 ومنذ ذلك الحين لعب دور البطولة في الدراما التلفزيونية، والمجلات والإعلانات، والأفلام.

## حياتها
ولد ستي زاقياة عبد الرزاق أو التي تعرف أيضا باسم تيزا زاقياة في 25 تشرين الأول عام 1988، في كوالالمبور،  ماليزيا. وهي ابنة الثانية من شقيقان ولها أخت واحدة. تيزا تخرج من Sekolah Menengah Subang Jay في نوفمبر 2005. تيزا بدأت مشوارها الفني في سن 18. تيزا أدرج في 10 ممثلة ماليزيا أجمل عندما ترتدي وشاحا. في 24 أكتوبر 2011، ويقال تيزا أنها هي الممثلة التي لديها هالة في تمثيلها. في 27 أكتوبر 2011، وقال ريمي اسحاق انه وتيزا كان على علاقة خاصة ولكن قال كل منهم انهم لا يزال الحصول على معرفة بعضنا البعض. في نهاية سبتمبر 2012، حققت ريمي اسحاق اعتراف لوسائل الإعلام واقول انه وتيزا انتهت العلاقة بينهما منذ ثلاثة أشهر، وأنها لا تزال على علاقة جيدة كأصدقاء

## افلام
| سنة  | فليم                | دور       |
| ---- | ------------------- | --------- |
| 2011 | Nur Kasih The Movie | نور أمينة |
| 2012 | Cinta Kura Kura     | ناني      |

## مسلسلات
| سنة  | مسلسل                        | دور         |
| ---- | ---------------------------- | ----------- |
| 2006 | Impian Illyana Season 2      | لكا         |
| 2007 | Impian Illyana Season 3      | لكا         |
| 2008 | Sunsilk Impian               | لكا         |
| 2009 | Nur Kasih                    | نور امينة   |
| 2010 | Spa Qistina                  | مايا        |
| 2010 | Asmaradana                   | تنكو عزيزة  |
| 2011 | Gemilang                     | أسماء       |
| 2011 | Tahajjud Cinta               | مادلين      |
| 2011 | Soffiya                      | صوفيا \يايا |
| 2012 | Dejavu di Kinabalu           | دليلة نادرة |
| 2013 | Sebenarnya, Saya Isteri Dia! | صوفيا عراقى |
| 2013 | Oh My English 2              | أيو         |
| 2013 | Cinta Jangan Pergi           | ليا ثريا    |
| 2013 | Jodoh Itu Milik Kita         | داليا       |
| 2014 | Kusinero Cinta               | ادرينا      |
| 2014 | Oh My English 3              | أنو         |

## وصلات
http://www.tizzaqyahrazakfc.com.my/
https://instagram.com/tizzaqyah/

## روابط خارجية
- تيزا زاقياة على موقع IMDb (الإنجليزية)
- تيزا زاقياة على موقع قاعدة بيانات الفيلم (الإنجليزية)